# Cratere Matanuska
Matanuska è un cratere sulla superficie di Mathilde.